# Free on Board
Free on Board (FOB) är en Incoterm som kan användas för sjötransporter.
Free on Board betyder att godset övergår från säljaren till köparen när det har passerat fartygets reling. Detta betyder att köparen därefter får stå för risken och kostnaden vid förlust eller skada. FOB kräver att säljaren, som står för fraktkostnaden tills godset står på plats ombord, exportklarerar godset. Transportdokumentet övergår när godset är lastat på fartyget.